# Francis James Walsh
Francis James Walsh, britanski general, * 1900, † 1987.